# Delight
Delight es una ciudad situada en el condado de Pike, Arkansas, Estados Unidos. Tiene una población estimada, a mediados de 2023, de 286 habitantes.

## Geografía
La localidad está ubicada en las coordenadas 34°01′46″N 93°30′24″O / 34.02944, -93.50667 (34.02953, -93.506555). Según la Oficina del Censo, tiene una superficie total de 1.44 km², de los cuales 1.43 km² corresponden a tierra firme y 0.01 km² están cubiertos de agua.

## Demografía

### Censo de 2020
Según el censo de 2020, en ese momento había 288 personas residiendo en la localidad. La densidad de población era 201.40 hab/km². Había 175 viviendas, lo que representaba una densidad de 122.4/km². El 86.81% de los habitantes eran blancos, el 6.25% eran afroamericanos, el 0.35% era amerindio, el 0.35% era asiático, el 0.69% eran de otras razas y el 5.56% eran de una mezcla de razas. Del total de la población, el 2.43% eran hispanos o latinos de cualquier raza.

### Estimación 2018-2022
De acuerdo con la estimación 2018-2022 de la Oficina del Censo, el 21.2% de los habitantes son menores de 18 años, el 44.1% tienen entre 18 y 64 años de edad y el 34.7% tienen 65 años o más. La edad media es de 51.8 años.
Los ingresos medios de los hogares de la localidad son de $30,682 y los ingresos medios de las familias son de $46,500. Alrededor del 28.2% de la población está por debajo de la línea de pobreza, entre ellos el 61.8% de los menores de 18 años y 20.0% de quienes tienen 65 años o más.